# 阿赫马托夫村委员会
阿赫马托夫村委员会（俄语：Ахматовский сельсовет）是俄罗斯联邦阿斯特拉罕州纳里马诺夫区所属的一个村委员会。其下辖有4个居民点，行政中心为图卢加诺夫卡。据2015年统计，该村委员会的人口为1277人。